# Knut Røhme
Knut Røhme (* 25. September 1999) ist ein norwegischer Cross-Country-Mountainbiker.

## Sportlicher Werdegang
Røhme begann das Mountainbiken 2013 beim Verein Romeriksåsen SK, der nach einem Waldgebiet bei Oslo benannt ist. Anfangs betrieb er diesen Sport gemeinsam mit Skilanglauf und Leichtathletik, konzentrierte sich aber zunehmend auf Radsport. Bis 2019 hatte er kaum bemerkenswerte Resultate; 2020 stand er bei den norwegischen Meisterschaften erstmals auf dem Podium und etablierte sich ab dann in der nationalen Spitze. 2021 erzielte er seinen ersten Sieg in einem UCI-registrierten Rennen beim Oslo Terrengsykkelfestival. 2022 gewann Røhme seine erste norwegische Meisterschaft im Marathon (XCM) und 2023 in der Hauptdisziplin, dem Cross-Country XCO. 2024 gelang ihm das Double aus Cross-Country XCO und Shorttrack XCC.
Bis Mitte 2024 erzielte Røhme 21 Siege bei kleineren UCI-Rennen, allesamt in Norwegen oder Schweden. Bei Welt- und Europameisterschaften trat Røhme ab 2021 an, sein bestes Resultat war ein 13. Platz bei der EM 2023. Der norwegische Verband nominierte ihn für das olympische Mountainbike-Rennen 2024, in dem er auf den 20. Platz kam.
In der Wintersaison nahm Røhme regelmäßig an den norwegischen Meisterschaften im Cyclocross teil, wo er zweite und dritte Plätze belegte.

## Erfolge
2022
 Norwegischer Meister – Marathon XCM
2023
 Norwegischer Meister – Cross-Country XCO
2024
 Norwegischer Meister – Cross-Country XCO, Shorttrack XCC